# Olga Zienkiewicz

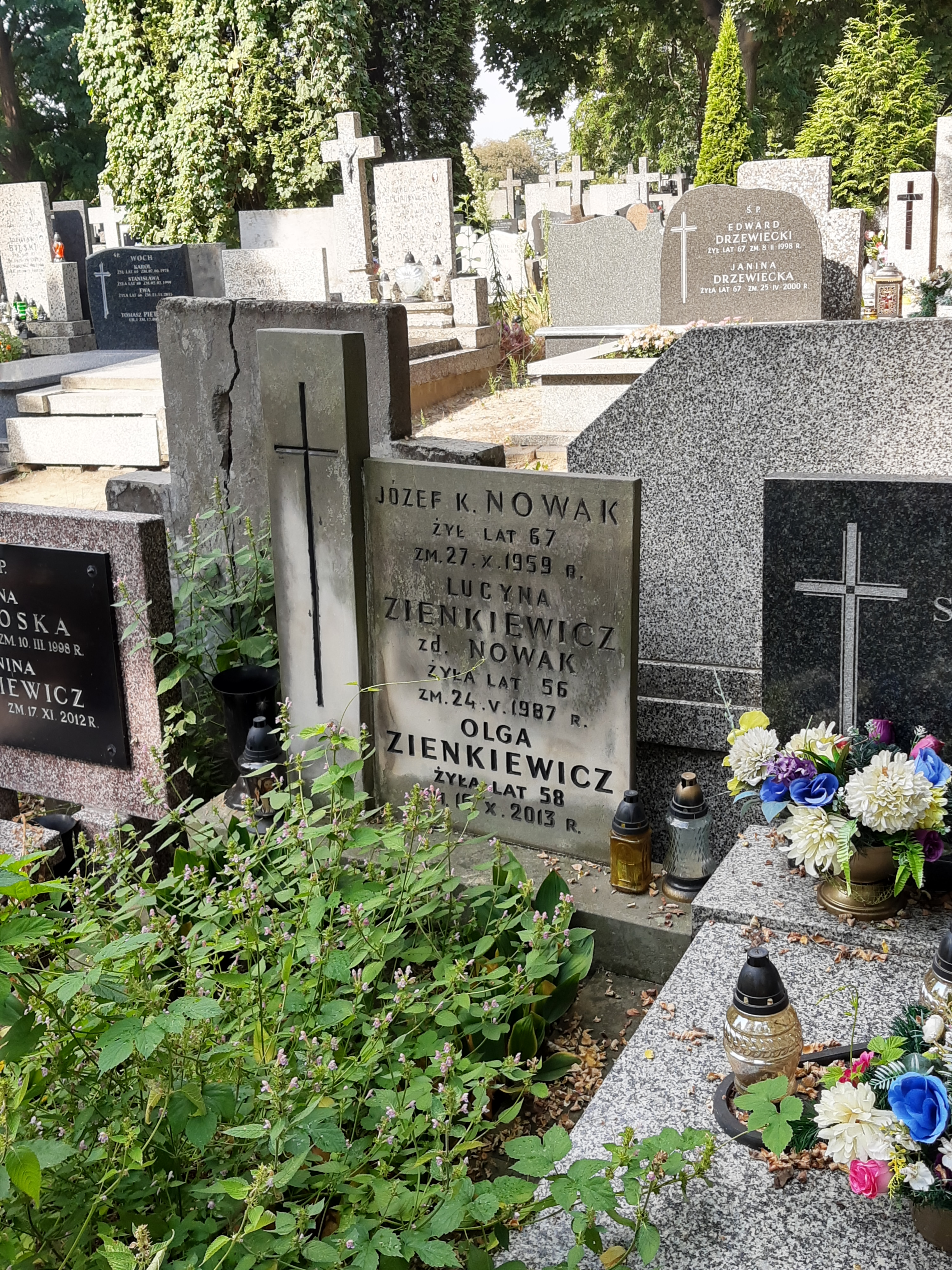
Grób Olgi Zienkiewicz na cmentarzu Bródnowskim

Olga Zienkiewicz (ur. 1 listopada 1955, zm. 16 października 2013) – polska tłumaczka i animatorka działań kulturalnych na rzecz popularyzacji spuścizny kultury żydowskiej w Polsce, pracownica Żydowskiego Instytutu Historycznego im. Emanuela Ringelbluma w Warszawie (ŻIH), członkini Komisji Rewizyjnej Stowarzyszenia Żydowski Instytut Historyczny w Polsce.
W czasie swojej wieloletniej pracy w ŻIH, pełniła obowiązki między innymi kierownika Dział Rozwoju i Promocji ŻIH. Była organizatorką cyklu spotkań Czwartki na Tłomackiem. Zajmowała się także opracowaniem elektronicznej bazy danych o przedwojennych publikacjach jidysz w zbiorach ŻIH-u. Współautorka wystawy „Przybyli, odeszli... są. Żydzi Polscy”.
Była tłumaczką kilkunastu ksiażęk i publikacji anglojęzycznych w tym „Azyl. Opowieść o Żydach ukrywanych w warszawskim zoo” Diane Ackerman, wielokrotnie wznawianej „Encyklopedii tradycji i legend żydowskich” autorstwa Alana Untermana oraz „Tajemnica i znaczenie zwojów znad Morza Martwego” Hershela Shanksa. Na język angielski przetłumaczyła natomiast między innymi pracę Barbary Łętochy – „Palestyna w żydowskich drukach ulotnych wydanych w II Rzeczypospolitej: dokumenty ze zbiorów Biblioteki Narodowej”.
Zmarła 16 października 2013 r., pogrzeb odbył się 21 października 2013 na cmentarzu Bródnowskim w Warszawie (kwatera 29I-1-6).